# Hilara sublineata
Hilara sublineata är en tvåvingeart som beskrevs av Brulle 1833. Hilara sublineata ingår i släktet Hilara och familjen dansflugor. Inga underarter finns listade i Catalogue of Life.